# Fluorosilane
Le fluorosilane est un composé chimique de formule SiH3F. Il se présente sous la forme d'un gaz incolore qui se condense à −98,6 °C en un solide cristallisé dans le système monoclinique, ayant à 96 K le groupe d'espace P21/n (no 14).
Le fluorosilane peut être obtenu en faisant réagir du fluorométhane CH3F avec du silicium, de l'éther de silyle et de méthyle SiH3OCH3 avec du trifluorure de bore BF3 ou du chlorosilane SiH3Cl avec du trifluorure d'antimoine SbF3 :
3 SiH3Cl + SbF3 ⟶ SiH3F + SbCl3.
Le fluorosilane peut être utilisé pour déposer des couches de silicium.